# ヨーン・ミッケ
ヨーン・ミッケ（Jöhn  Micke、1938年1月5日 - 2005年5月）は、デンマークの喫煙用パイプ工芸家。

## 経歴
1938年、コペンハーゲン生まれ。医者であった父の後を継いで、学生時代は薬学を学んでいたが、心労のため一時休学。気分転換のため、デンマークのパイプ作家、スィクステン・イヴァルソン（Sixten Ivarsson）の工房でパイプ作りを学び、ハンドメイド・パイプ作家として活動するようになった。初めてパイプを自作したのが12歳のときであり、早熟ぶりを見せている。1958年、20歳の時、休暇でボーンホルム島を訪れ、その自然の美しさに魅了される。
程なくして、師であるイヴァルソンの工房から独立。1960年代からは、独創的なデザインのパイプを次々と生み出し、デンマークを代表するパイプ作家となる。また、その優れた造形センスを買われ、一時期、デンマークの磁器メーカーである、ロイヤル・コペンハーゲン・ポーセリンの商品デザインも手がけた。
1963年には、宿願であったボーンホルム島に移住。趣味の釣りの傍ら、パイプの制作を行なうという、悠々自適の生活を送り、数々の名品がこの地で生み出されていく。彼の持ち味であった奔放自在なデザインセンスは1970年代にピークを迎えたが、以後は伝統的なデザインのなかに彼ならではの美意識が生かされた作風に変化していった。2005年5月、ボーンホルム島の自宅で死去。享年67。

## 作風
修行時代には、師のイヴァルソンと同傾向の男性的な作品を中心に作っていたが、1960年代末ごろからは、金魚や女性のお尻などをモチーフにした女性的で優美なデザインの作品を生み出し、天才的なパイプ作家として、世界的な名声を得た。彼が作るパイプは、変幻自在で美しいデザインもさることながら、口に銜えた時のバランスが素晴らしく、名品としてパイプ愛好家たちの垂涎の的となった。
年に30～40本程度しか製作しない寡作な作家としても知られ、作品の質にも厳しく、特に気に入った作品には、ゼブラ（シマウマ）の刻印を施し、最高級品にはこの印が三つ刻まれた。また、作品を新聞紙を貼った自作の木箱や円筒形の容器に収めて納品することでも有名であった。
彼が作ったパイプは数が少ないこともあって、生前からかなりの高値で取引され、生前はスイスのwagner－tabakや、銀座の佐々木商店などのごく一部の喫煙具店が取り扱っていた。現在は作者が亡くなったこともあり、中古品においても彼の作品を入手することは非常に困難であるが、何冊かの喫煙具関連の書籍には、彼が作ったパイプが紹介されており、往時を偲ぶことができる。

## 参考資料
これらの書籍には、ミッケが作ったパイプのカラー写真が多く収載されている。
- 『ハンドメイドパイプ 初級篇』　楊伯卿著　KKドゥ企画　1976年
- 『パイプ 七つの楽しみ』　梅田晴夫著　平凡社　1976年
- 『パイプ－Pipes of The World』　梅田晴夫監修　立風書房　1978年
- 『パイプ大全』　日本パイプスモーカーズクラブ編　森林書房　1978年